# 韋爾比韋齊河
韋爾比韋齊河（烏克蘭語：Вербівець），是烏克蘭的河流，位於該國西部，發源自韋爾比夫，流經捷爾諾波爾州，屬於佐洛塔利帕河的右支流，河道全長10公里，流域面積18平方公里。